# Datenvermeidung und Datensparsamkeit
Datenvermeidung und Datensparsamkeit ist ein Konzept im Bereich Datenschutz. Die Grundidee ist, dass bei der Datenverarbeitung nur so viele personenbezogene Daten gesammelt werden, wie für die jeweilige Anwendung unbedingt notwendig sind.

## Konzepte
Das Konzept von Datenvermeidung und Datensparsamkeit steht in engem Zusammenhang mit dem traditionellen datenschutzrechtlichen Grundsatz, dass nur diejenigen personenbezogenen Daten verarbeitet werden dürfen, die für die Erfüllung der jeweiligen Aufgabe benötigt werden (Erforderlichkeit). Sie ist jedoch auch ein Aspekt des Systemdatenschutzes, das heißt der Integration der Datenschutzanforderungen in die IT-Systeme, heute oft Privacy by Design genannt. Datenschutz soll nicht allein durch gesetzliche Regelungen normiert, sondern auch durch das Design der IT realisiert werden.
Gleichzeitig bezeichnet Datensparsamkeit auch eine von Datenschützern geforderte Zurückhaltung seitens des Verbrauchers, persönliche Daten außerhalb der für eine Geschäftsbeziehung notwendigen Informationen preiszugeben, insbesondere im Internet und bei Gewinnspielen.
Eine konkrete Umsetzung des Gebotes der Datensparsamkeit und Datenvermeidung ist zum Beispiel das Recht auf informationelle Selbstbestimmung.
Von vielen Datenschützern und Datenschutzbeauftragten wird für personenbezogene Daten und für Daten, die mit personenbezogenen Daten verknüpft werden können, kategorisch ein Opt-in gefordert. Viele Anwendungen erlauben jedoch noch nicht einmal ein Opt-out oder teilen den Nutzern sogar noch nicht einmal mit, welche Daten überhaupt verarbeitet oder in Rechnernetze übertragen werden. In den Datenschutzerklärungen der Anbieter wird ebenfalls oft nicht dargelegt, welche Daten verarbeitet und wohin sie übertragen werden, an welche Stellen die Daten weitergegeben werden, ob und wie lange diese gespeichert werden oder ob es ein Recht auf Vergessenwerden gibt.

## Beispiele
Ein Verbraucher kann zum Beispiel in der Regel nicht ohne weiteres unterbinden, dass sein Smart-TV-Fernsehgerät Daten in Werbenetzwerke überträgt.
Oft soll eine Datenübertragung zur Erhöhung des Bedienkomforts von Produkten dienen, wie zum Beispiel die Tatsache, dass ein Gerät wie der Amazon Dash bei der ersten Inbetriebnahme das vom Nutzer eingegebene Kennwort eines lokalen drahtlosen Netzwerks auf einen Server im Internet überträgt, damit zu einem späteren Zeitpunkt weitere Geräte ohne die erneute Eingabe des Kennworts in das gleiche lokale Netzwerk integriert werden können. Zur Vermeidung dieses Vorgangs muss der Nutzer die entsprechende Funktion in der dazugehörigen Mobile App auf seinem Smartphone deaktivieren.
Ein anderes Beispiel ist die Übertragung des kompletten Adressbuchs, das auf einem mobilen Gerät gespeichert ist, auf den Server eines Anbieters von einem sozialen Netzwerk. Dieser Vorgang soll die Kontaktaufnahme mit anderen Mitgliedern des Sozialen Netzwerks vereinfachen, führt jedoch unter Umständen auch dazu, dass die Kontaktdaten dort nicht mehr gelöscht werden können oder vom Betreiber des Netzwerks an Datensammler weitergegeben werden dürfen.

## Situation in Deutschland
Gesetzlich normiert wurde das Konzept erstmals in § 3 Abs. 4 TDDSG im Juli 1997: „Die Gestaltung und Auswahl technischer Einrichtungen für Teledienste hat sich an dem Ziel auszurichten, keine oder so wenige personenbezogene Daten wie möglich zu erheben, zu verarbeiten und zu nutzen.“
In Deutschland war die Datenvermeidung und Datensparsamkeit in § 3a des Bundesdatenschutzgesetzes (BDSG) festgeschrieben. Bis zum 1. September 2009 galten die Grundsätze lediglich für die „Gestaltung und Auswahl von Datenverarbeitungssystemen“. Durch das Gesetz zur Änderung datenschutzrechtlicher Vorschriften vom 14. August 2009 (BGBl. 2009 I S. 2814) wurde der Geltungsbereich des § 3a BDSG über den bisherigen Systemdatenschutz hinaus auf jede Verwendung personenbezogener Daten erweitert. Damit galt in Deutschland der Grundsatz, dass die Erhebung, Verarbeitung und Nutzung personenbezogener Daten und die Auswahl und Gestaltung von Datenverarbeitungssystemen an dem Ziel auszurichten sind, so wenig personenbezogene Daten wie möglich zu erheben, zu verarbeiten oder zu nutzen.
Seit Anfang 2015 bemühten sich zahlreiche Regierungspolitiker, darunter auch Bundeskanzlerin Angela Merkel und CDU-Politiker, die als EU-Kommissare tätig waren, um eine Abschaffung dieses Gebotes mit der Begründung, das Gebot behindere Deutschlands Entwicklung im Bereich Big Data. Ersetzt werden sollte der Gedanke der Datensparsamkeit mit dem Begriff Datensouveränität. Sogar Industrievertreter widersprachen diesem Weg der Regierungsparteien CDU und SPD.
Seit dem 25. Mai 2018 wird die Datensparsamkeit in § 71 des Bundesdatenschutzgesetzes erwähnt, der insbesondere verlangt, die Verarbeitung personenbezogener Daten und die Auswahl und Gestaltung von Datenverarbeitungssystemen an dem Ziel auszurichten, so wenig personenbezogene Daten wie möglich zu verarbeiten. Zudem sind personenbezogene Daten zum frühestmöglichen Zeitpunkt zu anonymisieren oder zu pseudonymisieren, soweit dies nach dem Verarbeitungszweck möglich ist.

## Situation in Europa
Die Datenschutz-Grundverordnung der Europäischen Union, für deren Durchführung und Umsetzung das Bundesdatenschutzgesetz neu gefasst wurde, spricht in ihrem Artikel 5 von „Datenminimierung“, was manche unrichtig als vollständigen Ersatz der Gebote der Datensparsamkeit und Datenvermeidung verstehen. Dieser ergibt sich erst zusammen mit dem Datenschutz durch Technikgestaltung und durch datenschutzfreundliche Voreinstellungen (Artikel 25 der DSGVO).